# Kollektivierung
Kollektivierung (von lateinisch collectivus ‚angesammelt‘) bezeichnet allgemein den organisierten Zusammenschluss von Menschen zu Gemeinschaften, Vereinen oder Genossenschaften. Meist geht es im aktuellen Sprachgebrauch um den Zusammenschluss einzelner Produzenten zu landwirtschaftlichen, handwerklichen und anderen kleineren Betrieben.

## Landwirtschaftliche Kollektivierung in einzelnen Staaten

### Sowjetunion
Die sowjetische Führung unter Josef Stalin begann Ende der 1920er Jahre mit einer radikalen Neuorganisation der Landwirtschaft. An die Stelle der traditionellen Obschtschina sollte der Dorfsowjet treten, der in engem Verbund mit den neuen sozialistischen Großbetrieben, seien es Kolchosen oder Sowchosen, die dörfliche Sozialstruktur auf den Kopf stellte. Dabei setzten die Bolschewiki in großem Maßstab ökonomische, physische und psychische Gewalt ein. Die Kollektivierung ging im Zuge der „Großen Wende“ einher mit der forcierten Industrialisierung der Sowjetunion. Weil diese Industrialisierung weder durch Ausbeutung von Kolonien, noch durch die Aufnahme von Krediten im Ausland zu finanzieren sei, habe die Bauernschaft einen „Tribut“ zu entrichten, so Stalin. Trotz Knappheit exportierte die Sowjetunion das Getreide, um sich so Maschinen und Werkzeuge kaufen zu können (sogenannte Hungerexporte). Die Bauern selbst sollten für die bei ihnen akquirierten Agrarprodukte kein volles Äquivalent erhalten. Stalin machte damit die Bauernschaft quasi zu einer internen Kolonie, aus der das notwendige Kapital für die Wirtschaftsentwicklung herauszuziehen sei.
Ein Auslöser für die Kollektivierung waren die Schwierigkeiten der staatlichen Aufkäufer, im Winter 1927/28 den Getreidebedarf durch eine Beschaffungskampagne zu decken. Die gegenüber den Bauern auf Kompromiss orientierende Neue Ökonomische Politik wurde ersetzt durch eine Politik der verschärften Zwangsrequirierungen („außerordentliche Maßnahmen“), die zusätzliches Getreide in die staatlichen Vorratslager bringen sollten. Dabei wurde auch der fortan berüchtigte Artikel 107 des Strafgesetzbuches der RSFSR herangezogen, der der Bekämpfung der Spekulation dienen sollte.
Mit Zwangsmaßnahmen wurden zwischen Juni 1928 und Juli 1932 mehr als 61 Prozent der Bauernwirtschaften in Kolchosen überführt. An der unteren Wolga und im Nordkaukasus wurde bis Anfang der 1930er Jahre eine nahezu vollständige Kollektivierung durchgesetzt. Hauptleidtragende dieser Entwicklung waren viele Mittelbauern, insbesondere jedoch die Kulaken. Weil sie tatsächlich oder angeblich Widerstand gegen die Zwangspolitik leisteten, wurden sie von den sowjetischen Machthabern mit äußerster Härte verfolgt. Oftmals genügte die Anschuldigung, Kulak oder deren Sympathisant (Subkulake/Kulakenknecht = meist Mittelbauer) zu sein, um deportiert zu werden. Die die Kollektivierung flankierende Entkulakisierung forderte rund 530.000 bis 600.000 Menschenleben. Die Landwirtschaft der UdSSR brach infolge von Kollektivierung und Entkulakisierung zusammen.
Besonders schwer traf Stalins Politik die Ukrainische Sozialistische Sowjetrepublik, wo während des Holodomors zwischen fünf und sieben und 14,3 Millionen (Robert Conquest) Menschen starben. Während die Bevölkerung aus Not Blätter und Knospen aß und es bereits zu Kannibalismus kam, ließ Stalin in großem Umfang Getreide exportieren. Den Menschen wurde die Flucht aus den Hungergebieten verwehrt. Auch in der Kasachischen SSR kam es, im Zuge der Kollektivierungskampagne und Zwangsrequirierungen, zu einer verheerenden Hungersnot, die etwa 1,5 Millionen Menschen das Leben kostete.

### Deutsche Demokratische Republik

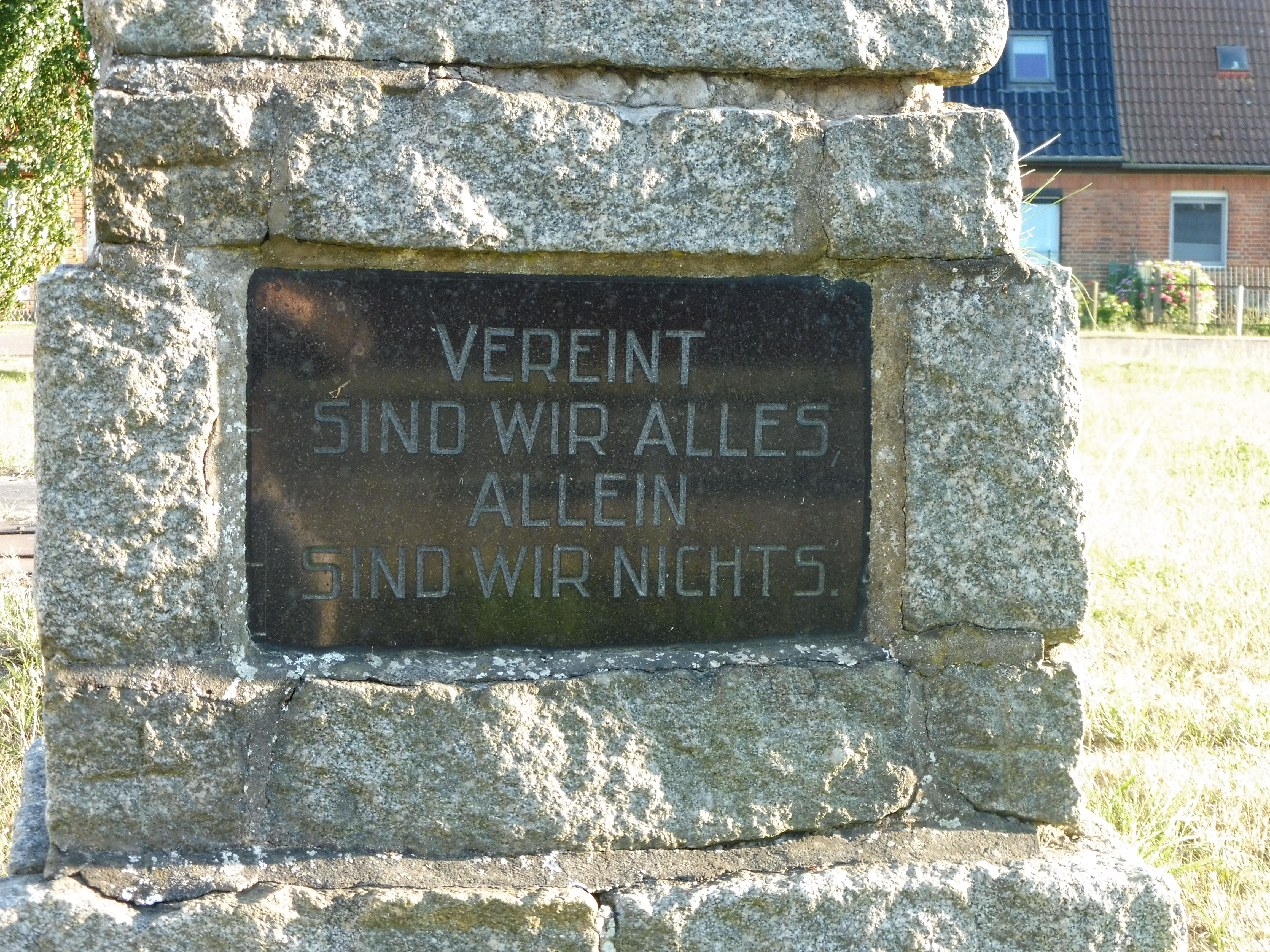
Gedenkstein in Mecklenburg

In der DDR begann die Kollektivierung in der Landwirtschaft 1952 mit der Gründung erster Landwirtschaftlicher Produktionsgenossenschaften (LPG). Nachdem in den drei Monaten des „Sozialistischen Frühlings“ 1960 die letzten 400.000 Landwirte, von vereinzelten Ausnahmen wie dem Hof Marienhöhe abgesehen, in LPGen gezwungen worden waren, galt die Kollektivierung mit dem 31. Mai 1960 als vollendet. In diesem Zeitraum begingen 200 Bauern Selbstmord, 15.500 flüchteten nach Westdeutschland. Es fanden etwa 8.000 Schauprozesse statt. In Kyritz wurde im April 2010 aus Anlass des 50. Jahrestages der Zwangskollektivierung durch den Deutschen Bauernbund ein Mahnmal enthüllt. Auf der Bronzetafel an einem Findling steht der Satz:
Insgesamt wurden 19.345 Landwirtschaftliche Genossenschaften (LPG) in der DDR gegründet, die auf 83,6 Prozent der landwirtschaftlich nutzbaren Fläche produzierten (Siehe hierzu den Hauptartikel Landwirtschaft in der DDR). In der DDR und in den sozialistischen Staaten gab es den Begriff Kollektivierung nicht, dort wurde in teilweise marxistischen Begriffen von Genossenschaftsbildung, Überführung in genossenschaftliches Eigentum und Vergesellschaftung der Produktionsmittel gesprochen.
Die übliche Inschrift auf Gedenksteinen war

### Spanien
In Spanien während des Bürgerkrieges von 1936 bis 1939 kam es in Teilen der von den Republikanern gehaltenen Gebieten zu Kollektivierungen, die nicht auf staatlicher Ebene, sondern unter anarchistischen Vorzeichen als Kollektive Selbstverwaltung durchgeführt wurden. Art, Umsetzung und Umfang dieser Maßnahmen waren regional sehr unterschiedlich. In der Provinz Jaén wurden 65 % der Nutzfläche enteignet und davon 80 % kollektiviert, in der Provinz Valencia waren es 14 %. Dort, wo der Großgrundbesitz die überwiegende Fläche bewirtschaftet, war tendenziell die Zustimmung dieser Maßnahmen genauso wie die Härte der Durchsetzung am höchsten. Die Grundstückseigentümer waren vielfach im Bürgerkrieg geflohen. Kleinere Grundstückseigentümer, die der Zwangskollektivierung nicht unterlagen, traten teilweise „freiwillig“ den Kollektiven bei. Neben der Angst, in späteren Phasen enteignet zu werden, spielte die Kontrolle durch sozialrevolutionäre Kontrollinstanzen eine Rolle. Ein freies Agieren am Markt war nicht möglich; auch die verbleibenden freien Landwirte waren in die Kriegswirtschaft eingebunden.
Der Umfang der Kollektivierung ist nur ungefähr bekannt. 1936/37 gaben die Republikaner an, dass 1500 Kollektive gebildet worden seien, für den August 1938 wurden 2213 Kollektive genannt. In der Spitze seien 3 Millionen Spanier von den Kollektivierungen betroffen gewesen.
Die Enteignungen basierten de jure auf dem Enteignungs- und Nationalisierungsdekret der Regierung José Giral Pereira vom 7. Oktober 1936. Nach diesem Dekret wurden alle „Aufständischen“ entschädigungslos zu Gunsten des Staates enteignet. Die Arbeiter erhielten ein Nutzungsrecht. Dieses wurde zur Begründung der Kollektivbildung herangezogen.